# Anna Habsburżanka (1573–1598)
Anna Habsburżanka (ur. 16 sierpnia 1573 w Grazu, zm. 10 lutego 1598 w Warszawie) – córka arcyksięcia Karola, brata cesarza Maksymiliana II, królowa Polski i Szwecji, pierwsza żona Zygmunta III, matka Władysława IV, posesorka starostwa augustowskiego.
Siostra Konstancji drugiej żony Zygmunta III.

## Życiorys
Była otoczona troskliwą opieką rodziców. Biorąc pod uwagę ówczesne standardy, należała do bardzo wykształconych panien. Już w 1586 Anna Jagiellonka rozpoczęła starania o rękę którejś córki Karola dla swego siostrzeńca. Habsburgowie mieli pomóc w uzyskaniu korony polskiej dla Zygmunta. Plany upadły jednak, bowiem Anna była zaręczona z Henrykiem Lotaryńskim. Zygmunt zaczął zabiegać o rękę Krystyny holsztyńskiej. Również ten plan młodego króla nie doszedł do skutku.
W 1590 roku, dowiedziawszy się, że zaręczyny Anny zostały zerwane, Waza podjął ponowne starania o ślub z Anną. W drodze do Rzymu, w Grazu zatrzymał się kardynał Jerzy Radziwiłł, który prowadził w imieniu Zygmunta rozmowy na temat przyszłego małżeństwa. Rokowania te zostały bardzo chłodno przyjęte w środowisku senatorskim, które próbowało zawczasu uniemożliwić samowolne zawarcie przez króla małżeństwa. Jeszcze w kwietniu 1592 kanclerz wielki koronny Jan Zamoyski na zjeździe w Lublinie był mu przeciwny. Po długich pertraktacjach 4 maja 1592 odbył się w Wiedniu ślub per procura (Zygmunta reprezentował marszałek wielki litewski Albrycht Radziwiłł). Właściwe zawarcie małżeństwa, połączone z koronacją na królową Polski, odbyło się 31 maja tegoż roku w Krakowie. Ślub ten opiewał w swojej poezji Szymon Szymonowic. W latach 1593–1594 wraz z mężem przebywała w Szwecji, gdzie 1 marca 1594 koronowano ją w Uppsali na królową szwedzką.
Mimo że była Habsburżanką, Anna zyskała sympatię Polaków i przede wszystkim męża, który szczerze ją pokochał. W 1595 roku urodziła syna Władysława, późniejszego króla polskiego. Była w ciąży jeszcze cztery razy, jednak jako jedyny przeżył Władysław. W Polsce nie odegrała poważniejszej roli politycznej. Preferowała życie w zaciszu domowym z Zygmuntem III Wazą, przepojone żarliwością religijną.

## Śmierć i pogrzeb
Zmarła 10 lutego 1598 w Warszawie wskutek komplikacji ciążowych. W momencie śmierci była w zaawansowanej ciąży. Nadworny lekarz wykonał pośpiesznie cesarskie cięcie, ale nowonarodzony syn Krzysztof zmarł zaraz po narodzinach. Została pochowana w katedrze wawelskiej.

Józef Łukaszewicz tak opisuje uroczystości pogrzebowe królowej (pisownia oryginalna):
… gdy w roku 1598 dnia 4. Lutego umarła w Warszawie Anna Austryjaczka, pierwsza żona Zygmunta III., ciało jej przybrane w szaty królewskie leżało cały tydzień na katafalku w niezamkniętej trumnie w jednej z sal zamku warszawskiego, poczem przeniesionem zostało do kaplicy królewskiej (zapewne owej zwanej książęcą), gdzie przez 21 miesięcy stało w trumnie zamkniętej. Około trumny paliło się dzień i noc 10 świec jarzęcych i 20 lamp; psalmy w tej kaplicy śpiewali XX. Bernardyni podobnież dzień i noc, odmieniając się co kilka godzin i sprowadzając w pomoc do tej posługi religijnej księży z innych klasztorów tej reguły. Msze żałobne odprawiali przy ciele arcybiskupi, biskupi i inni dygnitarze kościelni. Requiem wykonywano codziennie z muzyką królewską. Nareszcie w październiku 1599 r. po solennym nabożeństwie odprawionym w kollegiacie, król i większa część senatu wraz z licznem duchowieństwem, odprowadził zwłoki swej małżonki do Krakowa, gdzie złożone zostały w kaplicy jagiellońskiej.

## Galeria

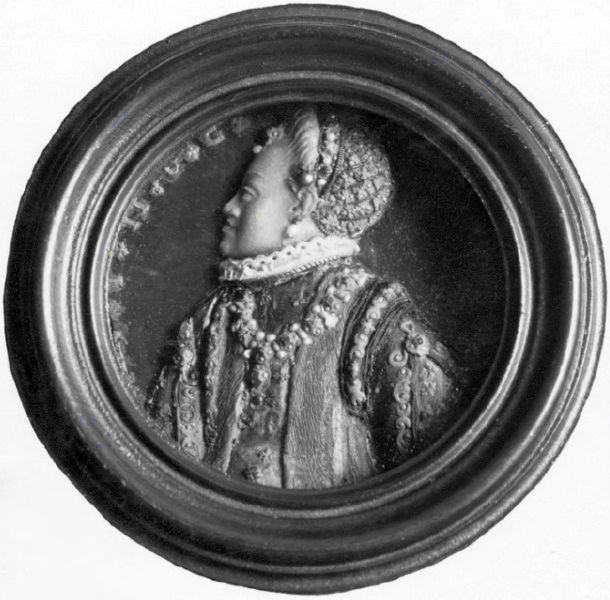
Antonio Abondio, Miniatura Anny Habsburżanki z około 1590 r.
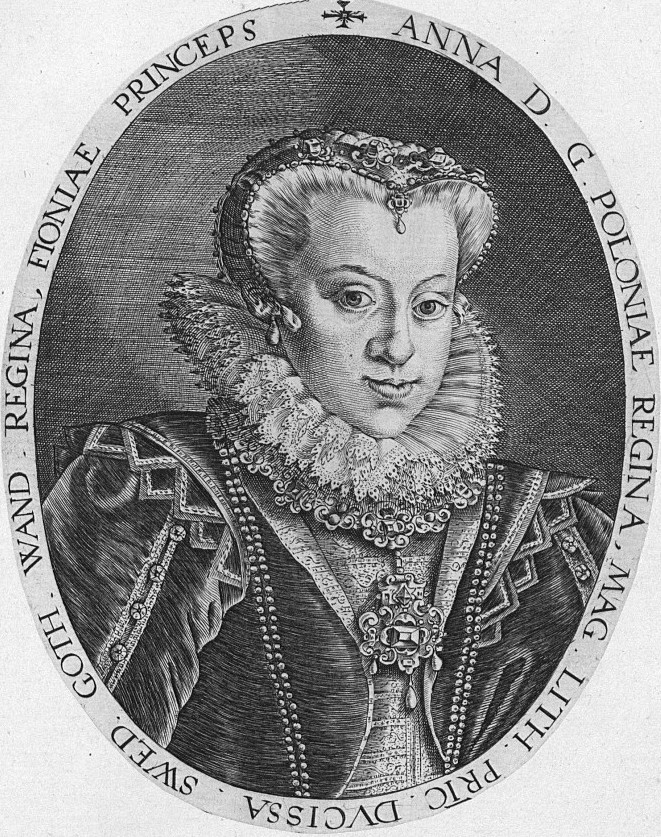
Dominicus Custos, Portret Anny Habsburżanki z lat 90. XVI wieku
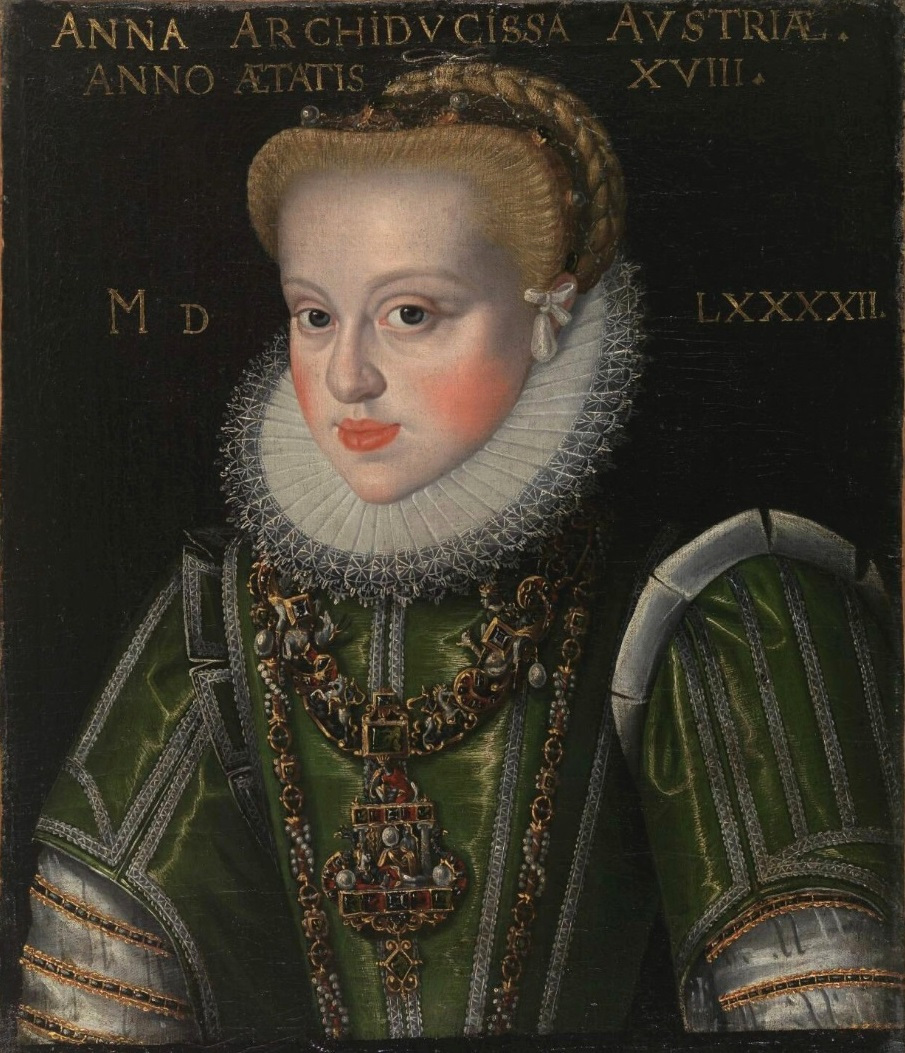
Portret Anny Habsburżanki z 1592 r.
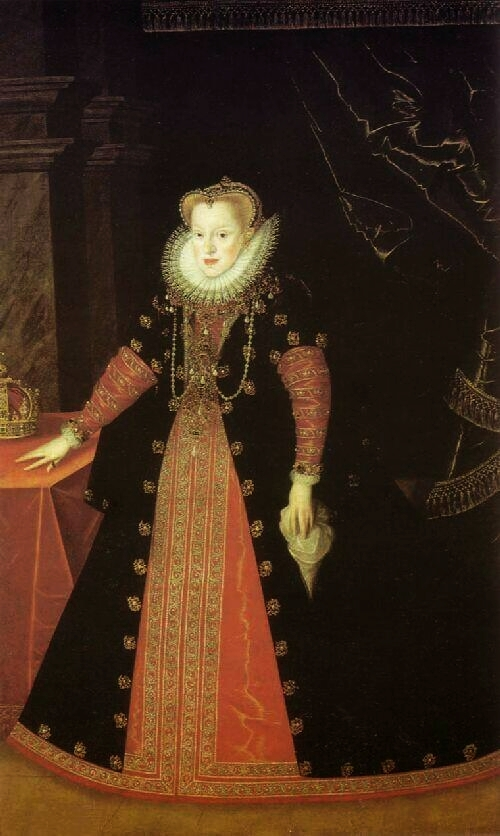
Portret Anny Habsburżanki z 1595 r. autorstwa Marcina Kobera
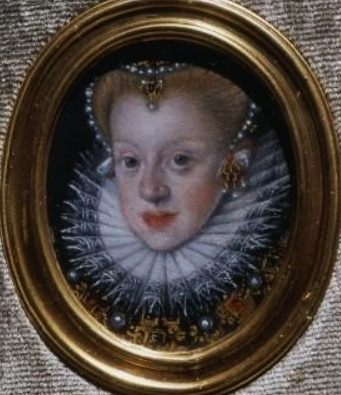
Miniatura Anny Habzburżanki z 1598 r. autorstwa Marcina Kobera
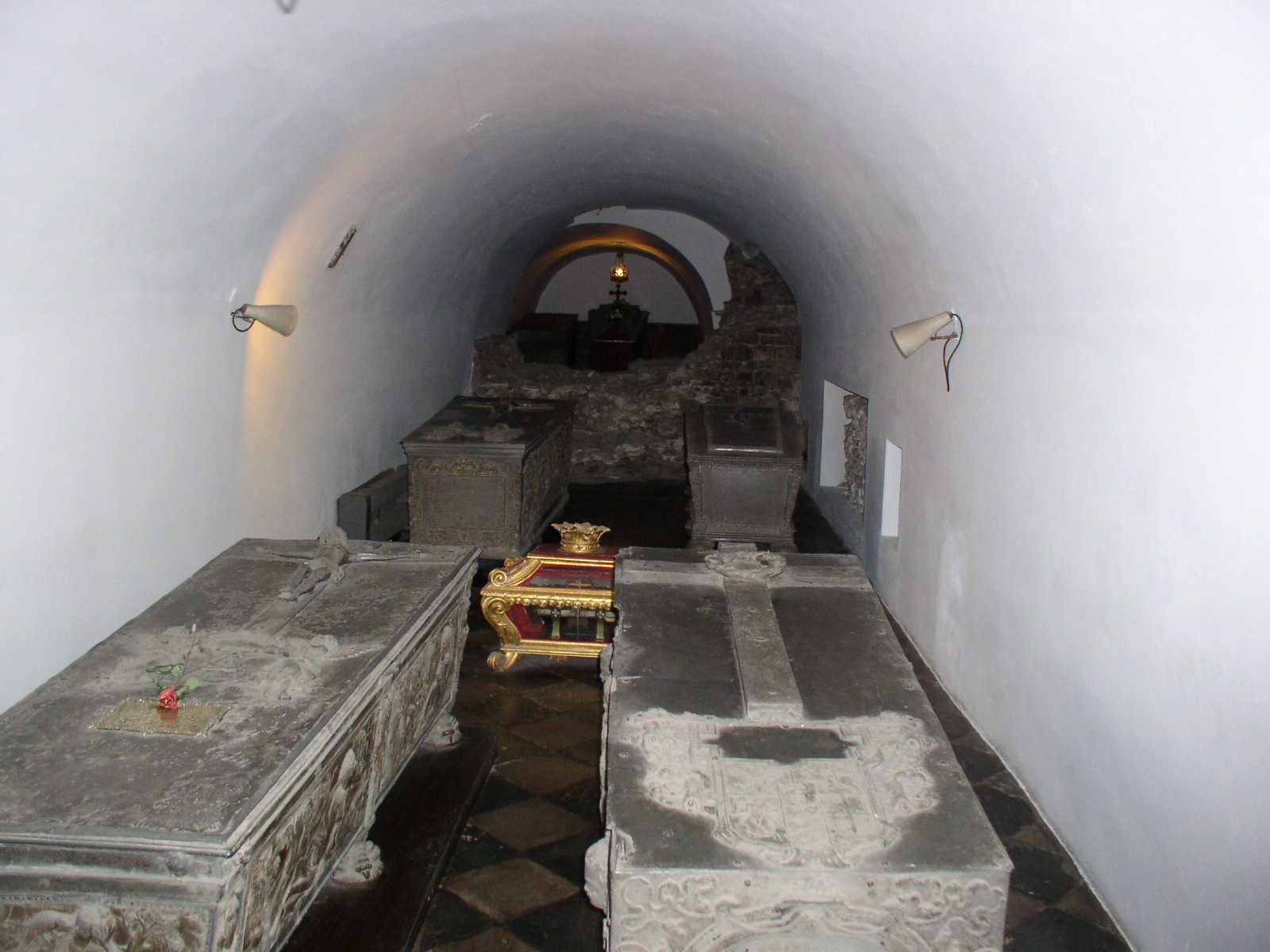
Podziemia katedry wawelskiej miejsce pochówku Anny Habsburżanki

## Potomstwo
| Obraz | Imię               | Data Urodzenia | Data śmierci | Małżeństwa                                            |
| ----- | ------------------ | -------------- | ------------ | ----------------------------------------------------- |
|       | Anna Maria Wazówna | 1593           | 1600         |                                                       |
|       | Katarzyna Wazówna  | 1594           | 1594         |                                                       |
|       | Władysław IV Waza  | 1595           | 1648         | 1.Cecylia Renata Habsburżanka 2.Ludwika Maria Gonzaga |
|       | Katarzyna Wazówna  | 1596           | 1597         |                                                       |
|       | Krzysztof Waza     | 1598           | 1598         |                                                       |

## Genealogia
| Prapradziadkowie                                          | cesarz rzymski Maksymilian I Habsburg (1459–1519) ∞1477 Maria Burgundzka (1457–1482)       | król Aragonii Ferdynand II Aragoński (1452–1516) ∞1469 Izabela I Kastylijska (1451–1504)   | król Polski Kazimierz IV Jagiellończyk (1427–1492) ∞1454 Elżbieta Habsburżanka (1436–1505)            | hrabia na Candale Gaston II de Foix-Candale (1448–1500) ∞1469 Katarzyna de Foix                       | książę Bawarii Albrecht IV Wittelsbach (1447–1508) ∞1487 Kunegunda Habsburżanka (1465–1520) | margrabia Badenii Filip I (1479–1533) ∞1503 Elżbieta Wittelsbach (1483–1522)               | król Kastylii i Leónu Filip I Habsburg (1478–1506) ∞1496 Joanna I Kastylijska (1479–1555)  | król Czech, król Węgier Władysław II Jagiellończyk (1456–1516) ∞1502 Anna de Foix-Candale (1484–1506) |
| Pradziadkowie                                             | król Kastylii i Leónu Filip I Habsburg (1478–1506) ∞1496 Joanna I Kastylijska (1479–1555)  | król Kastylii i Leónu Filip I Habsburg (1478–1506) ∞1496 Joanna I Kastylijska (1479–1555)  | król Czech, król Węgier Władysław II Jagiellończyk (1456–1516) ∞1502 Anna de Foix-Candale (1484–1506) | król Czech, król Węgier Władysław II Jagiellończyk (1456–1516) ∞1502 Anna de Foix-Candale (1484–1506) | książę Bawarii Wilhelm IV Wittelsbach (1493–1550) ∞1522 Maria Badeńska (1507–1580)          | książę Bawarii Wilhelm IV Wittelsbach (1493–1550) ∞1522 Maria Badeńska (1507–1580)         | cesarz rzymski Ferdynand I Habsburg (1503–1564) ∞1521 Anna Jagiellonka (1503–1547)         | cesarz rzymski Ferdynand I Habsburg (1503–1564) ∞1521 Anna Jagiellonka (1503–1547)                    |
| Dziadkowie                                                | cesarz rzymski Ferdynand I Habsburg (1503–1564) ∞1521 Anna Jagiellonka (1503–1547)         | cesarz rzymski Ferdynand I Habsburg (1503–1564) ∞1521 Anna Jagiellonka (1503–1547)         | cesarz rzymski Ferdynand I Habsburg (1503–1564) ∞1521 Anna Jagiellonka (1503–1547)                    | cesarz rzymski Ferdynand I Habsburg (1503–1564) ∞1521 Anna Jagiellonka (1503–1547)                    | książę Bawarii Albrecht V Wittelsbach (1528–1579) ∞1546 Anna Habsburżanka (1528–1590)       | książę Bawarii Albrecht V Wittelsbach (1528–1579) ∞1546 Anna Habsburżanka (1528–1590)      | książę Bawarii Albrecht V Wittelsbach (1528–1579) ∞1546 Anna Habsburżanka (1528–1590)      | książę Bawarii Albrecht V Wittelsbach (1528–1579) ∞1546 Anna Habsburżanka (1528–1590)                 |
| Rodzice                                                   | arcyksiążę austriacki Karol Styryjski (1540–1590) ∞1571 Maria Anna Wittelsbach (1551–1608) | arcyksiążę austriacki Karol Styryjski (1540–1590) ∞1571 Maria Anna Wittelsbach (1551–1608) | arcyksiążę austriacki Karol Styryjski (1540–1590) ∞1571 Maria Anna Wittelsbach (1551–1608)            | arcyksiążę austriacki Karol Styryjski (1540–1590) ∞1571 Maria Anna Wittelsbach (1551–1608)            | arcyksiążę austriacki Karol Styryjski (1540–1590) ∞1571 Maria Anna Wittelsbach (1551–1608)  | arcyksiążę austriacki Karol Styryjski (1540–1590) ∞1571 Maria Anna Wittelsbach (1551–1608) | arcyksiążę austriacki Karol Styryjski (1540–1590) ∞1571 Maria Anna Wittelsbach (1551–1608) | arcyksiążę austriacki Karol Styryjski (1540–1590) ∞1571 Maria Anna Wittelsbach (1551–1608)            |
| Anna Habsburg (1573–1598) królowa Polski, królowa Szwecji |                                                                                            |                                                                                            | | |                                                                                             |                                                                                            |                                                                                            | |